# 中古史

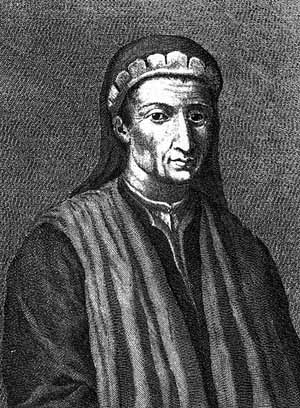
莱昂纳多·布鲁尼是文艺复兴时期的历史学家，他帮助发展了中世纪这一概念。

中古史（也称后古代史、前现代史）是历史学划分出来的一段时期的历史。欧洲历史学界一般把历史分为三个阶段——古代、中世纪和近代，而后古代与中世纪是完全对应的，它位于古代史与现代史中间。不同地区的后古代时期也不同，通常开始于公元200-600年，结束于1200-1500年。这段时期的主要古代文明依次为汉朝（结束于220年）、西罗马帝国（476年）、笈多王朝（550年代）和萨珊王朝（651年）。这一时期在中国大致对应于帝制时期中段的隋、唐、宋等朝代。但依照中华人民共和国的官方史學，在中国史中，往往以1840年为分界线，之前称古代，之后称近代或现代，因而对这一时期并没有相应的称呼。这一时期主要的特点包括，来自中亚的入侵，世界三大宗教（基督教、伊斯兰教和佛教）的发展，以及不同文明间的贸易和军事接触。

## 概念及划分
在历史研究中，最普遍的方式是将历史划分为古代史、中古史和现代史三个阶段。中古史是居中的一段，对应于欧洲的中世纪。但人文历史学家认为，文艺复兴只不过将人类的知识恢复到了古代的水平，因此应当跳过中世纪这一时期。

## 时间线
时间为大致范围（根据影响），进入相应条目以获取详细信息
  中世纪的划分   中世纪主题   其它

## 成就
著作
《一千零一夜》
《民法大全》
《西厢记》
《源氏物语》
《自修的哲学家》
数学家
婆罗摩笈多
花拉子米
卡拉吉
斐波那契
奥里斯姆
科学家
海什木
比鲁尼
罗吉尔·培根
哲学家
伊本·西那
安萨里
托马斯·阿奎那
彼特拉克
朱熹
迦比尔
画家
乔托
白扎德
董源
天文学家
阿卜杜勒-拉赫曼·苏菲
纳西尔丁·图西
苏颂
诗人
鲁米
欧玛尔·海亚姆
但丁
乔叟
李白
旅行家
马可·波罗
伊本·白图泰
历史学家
伊本·赫勒敦
莱昂纳多·布鲁尼
建筑
科尔多瓦主教座堂
沙特尔主教座堂
吴哥窟
马丘比丘